# Hubbel Palmer
Hubbel Palmer (ur. 19 lutego 1977) – amerykański scenarzysta i aktor.

## Życiorys
Hubbel Palmer urodził się 19 lutego 1977 roku. Jest absolwentem Uniwersytetu Brighama Younga.

## Filmografia

### Filmy
| Rok  | Tytuł                     | Tytuł oryginalny                       | Rola          | Źr.   |
| ---- | ------------------------- | -------------------------------------- | ------------- | ----- |
| 2003 | Duma i uprzedzenie        | Pride & Prejudice: A Latter-Day Comedy | Collin        | [ 3 ] |
| 2006 | Gang Wielkiej Stopy       | The Sasquatch Dumpling Gang            | Hobie Plumber | [ 4 ] |
| 2007 | American Fork             | American Fork                          | Tracy Orbison | [ 5 ] |
| 2007 | Przeprowadzka McAllistera | Moving McAllister                      | Carl          | [ 6 ] |
| 2011 | Kawiarenka                | Café                                   | Avatar        | [ 7 ] |

### Scenariusz
| Rok  | Tytuł                  | Tytuł oryginalny                          | Gatunek | Źr.    |
| ---- | ---------------------- | ----------------------------------------- | ------- | ------ |
| 2007 | American Fork          | American Fork                             | Film    | [ 5 ]  |
| 2012 | Napoleon Wybuchowiec   | Napoleon Dynamite                         | Serial  | [ 8 ]  |
| 2016 | Szkoła moich koszmarów | Middle School: The Worst Years of My Life | Film    | [ 9 ]  |
| 2016 | Asy bez kasy           | Masterminds                               | Film    | [ 10 ] |
| 2023 | 95 zmysłów             | Ninety-Five Senses                        | Film    | [ 11 ] |
| 2025 | Minecraft: Film        | A Minecraft Movie                         | Film    | [ 12 ] |

## Nagrody i nominacje
| Rok  | Ceremonia                 | Kategoria                                | Produkcja  | Rezultat  | Źr.    |
| ---- | ------------------------- | ---------------------------------------- | ---------- | --------- | ------ |
| 2023 | Nagroda Akademii Filmowej | Najlepszy krótkometrażowy film animowany | 95 zmysłów | Nominacja | [ 11 ] |